# Lijst van rivieren in Namibië

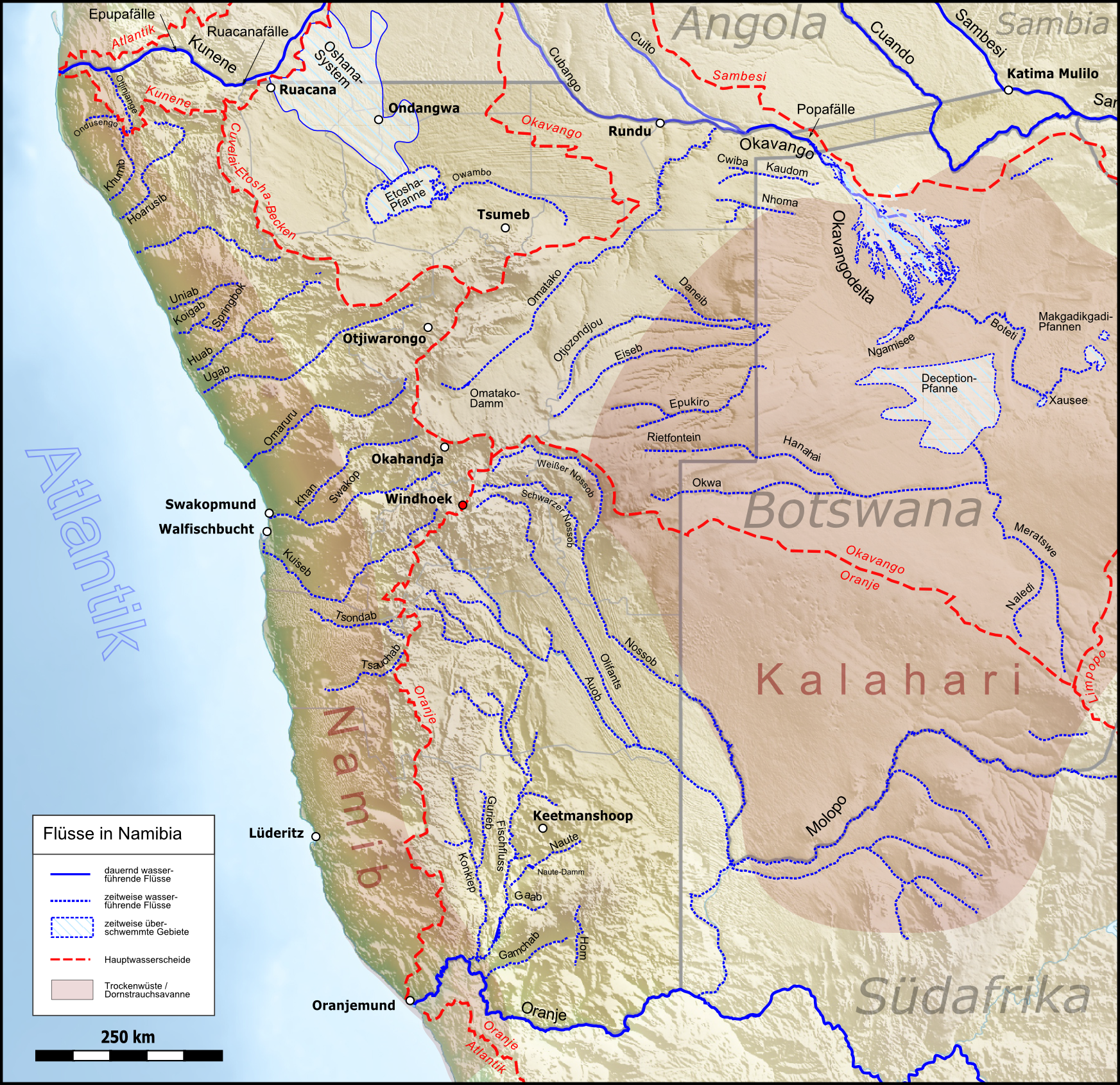
Kaart van Namibië.

Dit is een lijst van rivieren in Namibië. De rivieren in deze lijst zijn geordend naar drainagebekken en de opeenvolgende zijrivieren zijn ingesprongen weergegeven onder de naam van elke hoofdrivier.

## Atlantische Oceaan
- Kunene
- Ugab
- Omaruru
- Swakop
  - Khan
- Kuiseb
- Oranjerivier
  - Visrivier
  - Molopo (Zuid-Afrika, Botswana)
    - Nossob
- Hoanib

## Indische Oceaan
- Zambezi
  - Chobe (Linyanti, Kwando)

## Endoreïsche bekkens

### Etoshazoutvlakte
- Ekuma
- Oshigambo

### Okavangodelta
- Okavango

### Sossusvlei
- Tsauchab